# Николаева, Елена Николаевна
Еле́на Никола́евна Никола́ева (в девичестве Кузнецова; род. 1 февраля 1966, Акшики, Чувашская АССР) — советская и российская легкоатлетка, специалист по спортивной ходьбе. Олимпийская чемпионка 1996 года, чемпионка мира. Воспитанница чебоксарской школы спортивной ходьбы. Побеждала в Олимпийских играх, чемпионатах мира и Европы, многократно выигрывала чемпионаты СССР и России. Обладательница Кубков мира и Европы. Заслуженный мастер спорта СССР (1992).
Депутат госсовета Чувашии третьего (2002—2006), четвёртого (2006—2011) и пятого созывов (2011—2016). Член политсовета Чувашского регионального отделения Всероссийской политической партии «Единая Россия».

## Биография

### Спортивная карьера
После окончания школы поступила в Чувашскую сельскохозяйственную академию, где с первых дней стала заниматься в секции легкой атлетики спортивной ходьбой, и уже на первом курсе ей было присвоено звание мастера спорта, что позволило попасть в сборную команду СССР среди юных спортсменов.
В 1986 году она выполнила норматив мастера спорта международного класса и установила рекорд СССР в спортивной ходьбе на 10 км.
В 1986 году Елена Кузнецова вышла замуж за своего тренера Анатолия Николаева (впоследствии ставшего министром спорта Чувашии) и сменила фамилию.
С 1986 по 1991 год работала инструктором комитета по физической культуре и спорту при Совете Министров Чувашской АССР.
Первым большим спортивным соревнованием для Елены стал чемпионат мира 1987 года в Риме, где она заняла на десятикилометровой дистанции 5 место.
С 1991 по 2005 год работала спортсменом-инструктором сборной команды СССР, России по легкой атлетике (г. Москва).
Первой Олимпиадой для Николаевой стали Игры 1992 года в Барселоне, поскольку до 1992 года на Олимпийских играх соревнования по спортивной ходьбе среди женщин не проводились. Николаева завоевала серебряную медаль в составе Объединённой команды, уступив первой в истории женской ходьбы олимпийской чемпионке китаянке Чэнь Юэлин всего одну секунду. В том же году Елене Николаевой присвоено звание заслуженного мастера спорта СССР и заслуженного работника физической культуры и спорта Чувашской Республики.
В 1993 году Николаева стала седьмой на 10 километрах на летнем чемпионате мира в Штутгарте и победила на зимнем мировом первенстве в залах в Торонто на дистанции 3 километра.
На Олимпийских играх в Атланте 1996 года Елена стала Олимпийской чемпионкой в спортивной ходьбе на 10 километров уже в составе сборной России.
В 1997 году она стала почётным гражданином города Чебоксары.
В конце своей спортивной карьеры Николаева добилась ещё одного большого успеха, в 37 лет она стала чемпионкой мира на парижском первенстве 2003 года на дистанции 20 километров.

### Депутат госсовета Чувашии
На состоявшихся 21 июля 2002 года выборах депутатов госсовета Чувашии третьего созыва Николаева баллотировалась по Шоршелскому округу. Была избрана, набрав 38,58 % голосов. Была депутатом на непостоянной основе.
С марта 2006 года по декабрь 2008 — тренер-преподаватель по легкой атлетике Новочебоксарского среднего специального училища олимпийского резерва.
На состоявшихся 8 октября 2006 года выборах депутатов госсовета Чувашии четвёртого созыва, проходивших по смешанной системе, была выдвинута по списку партии «Единая Россия». Была избрана, став депутатом на непостоянной основе.
С января 2009 года — тренер-преподаватель по спортивной ходьбе Чебоксарского среднего специального училища олимпийского резерва (техникум) Министерства по физической культуре, спорту и туризму Чувашской Республики.
На состоявшихся 4 декабря 2011 года выборах депутатов госсовета Чувашии пятого созыва, проходивших по смешанной системе, вновь была выдвинута по списку партии «Единая Россия» (№ 1 в региональной группе «Козловская»). Партия набрала 44,87 % голосов и получила 12 мест, одно из которых заняла Николаева.

## Награды
- Орден Почёта
- Медаль ордена «За заслуги перед Отечеством» II степени
- Орден «За заслуги перед Чувашской Республикой» (15 июня 2007 года) — за выдающиеся спортивные достижения и большой личный вклад в развитие физической культуры и спорта[4]